# Françoise Atlan
Françoise Atlan (פרנסואז אטלן en hebreo, فرنسواز أطلان en árabe; Narbona, Francia,27 de julio de 1964) es una cantante francesa, nacida en una familia judía sefardí. 

## Estudios musicales
Su padre era un abogado oriundo de Bugía, Argelia, y su madre pianista y cantante lírica. Françoise Atlan comenzó a aprender a tocar piano con su madre a la edad de seis años. En 1984, acabó su educación musical en los conservatorios de Saint-Étienne y Aix-en-Provence, obteniendo un título en piano (medalla de oro) y otro en música de cámara (medalla de plata). Más tarde, estudió musicología en la Universidad de Aix-Marseille, en la cual obtuvo la certificación de agregación para profesores. Luego, trabajó con técnicas vocales en la escuela de la Ópera de París con Andréa Guiot.

## Carrera profesional
Françoise es conocida por cantar "nawbas", las cuales son normalmente reservadas para hombres.  Ha participado en la grabación del álbum Borboréo del guitarrista Juan Carmona. Se ha presentado con éxito también en los EE. UU., Japón, España, Portugal, Italia, Gran Bretaña, Marruecos, Túnez, ex-Yugoslavia e Israel. Hoy en día, Atlan vive y trabajo en Marruecos, específicamente en Marrakesh.
Canta igualmente con el guitarrista de flamenco Juan Carmona o repertorio medieval europeo con el Ensemble Gilles Binchois y con la Camerata de Boston. Es habitual su presencia en festivales de world music y música mediterránea de Gibraltar, Marruecos (Fes, Rabat, Casablanca en 1994), Suiza (Montreux, Yverdon-les-Bains en 1993) y Francia (Abbaye du Thoronet en 1993 para los Cánticos Sagrados del Mediterráneo, y Metz para el Festival Transméditerranéen en 1994), además de haberse presentado en Belgrado, Tokio y Kioto.

## Primeros años
Como miembro del coro contemporáneo conducido por Roland Hayrabedian, Françoise Atlan se distinguió en la música vocal del compositor Maurice Ohana, quien le confió los solos de su álbum Cantigas, álbum que obtuvo el premio francés "Grand Prix de l'Académie Charles Cros du disque" en 1987. De 1987 a 1989,  se presentó como la primera solista del ensamble vocal "Musicatreize", especializado en música contemporánea.
Su álbum debut Romances Sefardies, grabado en 1992, fue recibido con elogios de la crítica, mientras que su segundo álbum, titulado Entre la Rose et le Jasmin recibió el "Diapasón de oror" conferido por la revista especializada de música francesa del mismo nombre, en 1994. Atlan interpreta romances sefardíes de las comunidades judías de África del Norte y Andalucía comunidades judías en ladino, o lamentos de trovadores medievales en Occitano, así como melodías andalusíes en árabe.
Su trabajo entre 1990 y 1998 como cantante del grupo Aksak, el cual interpretaba un repertorio de canciones turcas, griegas  y armenias, le proporcionó la oportunidad de trabajar en repertorios andalusíes (con Mahmoud Guettat y Toufik Bestandij) y judeo-árabes (con Cheikh Zekri).
Considerada una de las mejores intérpretes de romansas sefardíes, ha girado palautinamente hacia la música de la cuenca mediterránea y la música andalusí.
En 2001, Atlan participó en la creación de la compositora Florence Baschet, Femmes, comisionada por Radio France, con la participación del Ensemble Fa bajo la dirección de Dominique My. Ese mismo año, acompañada por el ensamble armenio Goussan,  ofreció un programa de música armenia clásica y tradicional (del siglo V al XIX) en el Festival de Ambronay.
Desde 2003, Françoise Atlan ha actuado en escenarios en los EE. UU. (Carnegie Hall, Nueva York), Japón, Canadá, el Países Bajos, Bélgica, Noruega, Israel, Italia, España, Córcega, Túnez, Marruecos, Argelia, Suiza, Gran Bretaña, Alemania, y México, entre otros.

## Transición a la música andalusí
En octubre de 2007, presentó Instituto Francés de Marrakesh el espectáculo "Andalussiyat, l'esprit de Grenade" (Andalucía, el espíritu de Granada) en el cual, acompañada por Youssef Kassimi Jamal con el oud y Abdelmounaïm Jairi en los tambores,  presentó a los espectadores un viaje poético y musical a través de la música andalusí en sus tres variantes religiosas: judía, cristiana y musulmán.
Desde entonces, se ha presentado en numerosos escenarios del mundo y colaborado con varios artistas, incluidos el guitarrista de flamenco Juan Carmona, los Chemiranis Brothers, Bahaâ Ronda, Cinco Siglos, Fadia Tomb El-Hage, Neta Elkayam y Patrizia Bovi, apareciendo en conciertos que exhiben las interacciones medievales entre culturas de la cuenca mediterránea.
Ha sido una de los directoras del Festival Atlántico de Música Andalusí de Essaouira, Marruecos, dedicado a cánticos religiosos judíos y musulmanes de al-Ándalus.

## Conservatorio
Desde 1998, ha dado clases magistrales en Francia (Centro de Musique Médiévale de París), Suiza (Ateliers d'Ethnomusicologie de Ginebra y Schola Cantorum de Basilea) y Marruecos (Académie de Rabat) de manera regular.

## Premios
- 1987: Grand Prix de la Académie Charles Cros por su interpretación en el álbum Cantigas de Maurice Ohana junto al esable de música contemporánea Musicatreize.
- 1994: Diapason d'Or de la revista de música francesa del mismo nombre por su álbum Entre la Rose et le Jasmin.
- 1998: Premio "Villa Médicis Hors les Murs", conferido por el Ministerio de Cultura Francés. El premio incluyó un estipendio para trabajar durante tres años en el repertorio andalusí de la tradición de Fez, junto a Mohamed Briouel. Juntos,  grabaron Nawba M'Cherqi, el cual incluye una selección de canciones árabo-andaluzas.
- 2007: Premio Groupe Caisse d'Épargne  «Meilleure Artiste Chant du Monde».

## Discografía
- Les Escholiers de Paris, 1992
- Sephardic Songs: Entre la Rose et le Jasmin, 1995
- Falla Lorca, 1997
- Sephardic Songs: Romances Sefardies - Noches, 1998
- Españas, 1999
- Andalussyat, 2003
- Terres Turquoises, 2004
- Nawah, 2003 (con Moneim Oudwan)
- Ay!! Amor, 2008
- Aman! Sefarad...
- Rivages, 2012 (con Nathalie Négro)